# Geometria differenziale delle curve
In matematica, la geometria differenziale delle curve usa l'analisi matematica per studiare le curve nel piano, nello spazio e più generalmente in uno spazio euclideo.

## Definizioni

### Definizioni di base
Una curva è una funzione continua {\displaystyle f\colon I\to \mathbb {R} ^{m}}, dove {\displaystyle I\subset \mathbb {R} } è un intervallo dei numeri reali. Se {\displaystyle I=[a,b]}, con {\displaystyle a<b}, {\displaystyle f(a)} si dice punto iniziale e {\displaystyle f(b)} punto finale, mentre la variabile in questo intervallo in genere si denota con la lettera {\displaystyle t} e per la funzione si usa la notazione {\displaystyle f(t)}. Per sostegno di {\displaystyle f} si intende l'immagine di tale funzione {\displaystyle \operatorname {Im} f}.  
Si supponga che {\displaystyle f} sia una funzione differenziabile sufficientemente regolare, ovvero una funzione che abbia derivate continue di un ordine sufficientemente alto; inoltre si chiede che la sua derivata prima {\displaystyle f'(t)} sia un vettore mai nullo su tutto l'intervallo {\displaystyle I}. 

### Lunghezza e parametrizzazione
Una riparametrizzazione di {\displaystyle f} è un'altra curva {\displaystyle g} tale che:
{\displaystyle g=f\circ p}
dove {\displaystyle p\colon J\to I} è una biiezione differenziabile con derivata sempre positiva (e quindi crescente) e {\displaystyle J} è un intervallo dei reali che potrebbe coincidere con {\displaystyle I}. In questo caso le curve {\displaystyle f} e {\displaystyle g}, benché descritte con parametrizzazioni diverse, sono intese come equivalenti.
La lunghezza di una curva {\displaystyle f} definita su un intervallo chiuso {\displaystyle I=[a,b]} è fornita da:
{\displaystyle L(f)=\int _{a}^{b}\vert f'(t)\vert dt}
La lunghezza di una curva non cambia se essa viene riparametrizzata. Inoltre è possibile definire l'ascissa curvilinea come:
{\displaystyle L(t)=\int _{a}^{t}\vert f'(t)\vert dt}

#### Esempio
Si consideri che l'intervallo di definizione della curva sia della forma {\displaystyle [0,T]} e che un corpo puntiforme {\displaystyle P} percorra la curva mentre la variabile tempo {\displaystyle t} varia nell'intervallo temporale da 0 a {\displaystyle T}; si ha quindi un modello cinematico della curva. La lunghezza della curva percorsa dal corpuscolo dall'istante 0 all'istante {\displaystyle t} è:
{\displaystyle s(t)=\int _{0}^{t}\vert f'(u)\vert du}
La funzione sempre crescente {\displaystyle s(t)} stabilisce una biiezione tra gli intervalli {\displaystyle [0,T]} e {\displaystyle [0,L]} e porta a una riparametrizzazione della curva. Scrivendo:
{\displaystyle f(t)~=~f_{0}(s(t))}
si ottiene la cosiddetta parametrizzazione secondo la lunghezza d'arco {\displaystyle f_{0}} della curva. Questa parametrizzazione, in termini cinematici, si legge come il moto di un corpo puntiforme che percorre la curva con velocità costante uguale a {\displaystyle 1}:
{\displaystyle \vert f_{0}'(s(t))\vert =1\qquad (\forall t\in I)}
Questa parametrizzazione della curva è l'unica che presenta la velocità costantemente uguale a {\displaystyle 1}. Benché sia spesso difficile da calcolare, essa è utile per dimostrare agevolmente alcuni teoremi.

## Sistema di Frenet
Un sistema di Frenet è un sistema di riferimento mobile di {\displaystyle n} vettori ortonormali {\displaystyle \mathbf {e} _{1}(t),\ldots ,\mathbf {e} _{n}(t)\,\!} dipendenti da {\displaystyle t}, utili per descrivere il comportamento locale della curva in {\displaystyle f(t)}.
Si supponga che le derivate {\displaystyle f'(t),\ldots ,f^{(n)}(t)\,\!} formino una base, e quindi siano linearmente indipendenti. In questo caso, il sistema di Frenet è definito a partire da questa base tramite il procedimento di ortonormalizzazione di Gram-Schmidt.
Le curvature generalizzate sono definite come:
{\displaystyle \chi _{i}(t)={\frac {\langle \mathbf {e} _{i}'(t),\mathbf {e} _{i+1}(t)\rangle }{|f'(t)|}}.}
Il sistema di Frenet e le curvature generalizzate non dipendono dalla parametrizzazione scelta.

### 2 dimensioni

Il cerchio osculatore

Nel piano, il primo vettore di Frenet {\displaystyle \mathbf {e} _{1}(t)} è il versore tangente {\displaystyle {\hat {\mathbf {T} }}} alla curva al valore  {\displaystyle t} del parametro, mentre il vettore {\displaystyle \mathbf {e} _{2}(t)}, detto versore normale {\displaystyle {\hat {\mathbf {N} }}} è il vettore normale a {\displaystyle \mathbf {e} _{1}(t)} e punta verso il centro della circonferenza (ha la stessa direzione del raggio). 
Il cerchio osculatore è il cerchio tangente a {\displaystyle \mathbf {e} _{1}(t)} e di raggio {\displaystyle r}. Il cerchio osculatore approssima la curva intorno al valore {\displaystyle t} del parametro "fino al secondo ordine": ha cioè le stesse derivate prima e seconda di {\displaystyle f} nel punto. La curvatura:
{\displaystyle k(t)=\chi _{1}(t)}
indica lo spostamento della curva dalla linea retta tangente. Il reciproco, corrispondente al raggio del cerchio osculatore in {\displaystyle t}, è chiamato raggio di curvatura:
{\displaystyle r(t)={\frac {1}{k(t)}}}
Ad esempio, una circonferenza di raggio {\displaystyle r} ha curvatura costante {\displaystyle k=1/r}, mentre una linea retta ha curvatura nulla.

### 3 dimensioni

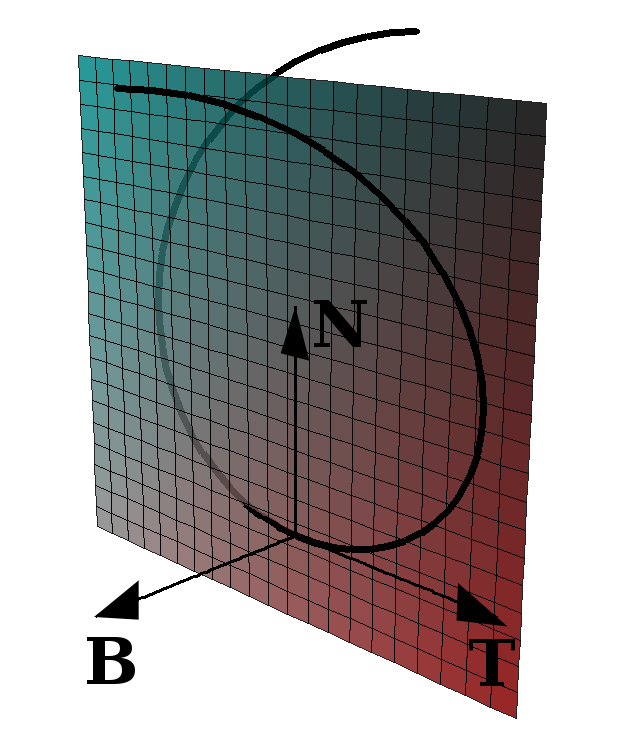
Un sistema di Frenet in tre dimensioni e il relativo piano osculatore evidenziato

Nello spazio tridimensionale, i vettori di Frenet prendono il nome di terna intrinseca, mentre le curvature generalizzate sono dette curvatura e torsione.

#### Versore tangente
Il versore tangente {\displaystyle {\hat {\mathbf {T} }}} è il primo vettore di Frenet {\displaystyle \mathbf {e} _{1}}, che è definito come:
{\displaystyle {\hat {\mathbf {T} }}=\mathbf {e} _{1}(t)={\frac {f'(t)}{|f'(t)|}}}
Pertanto sarà possibile riscrivere la derivata in funzione della lunghezza d'arco:
{\displaystyle f'(t)=(L)'{\hat {\mathbf {T} }}}
Se {\displaystyle f} è parametrizzato secondo la lunghezza d'arco, questa assume valore unitario, perciò la relazione si riduce semplicemente a
{\displaystyle {\hat {\mathbf {T} }}=f'(t)}
Dalle relazioni precedenti si ricava un'ulteriore relazione tra il rapporto tra la lunghezza d'arco e il versore tangente, infatti:
{\displaystyle {\frac {\mathrm {d} f'}{\mathrm {d} L}}={\hat {\mathbf {T} }}}

#### Versore normale
Il versore normale {\displaystyle {\hat {\mathbf {N} }}} è il secondo vettore di Frenet che misura quanto la curva differisce da una linea retta; è definito come:
{\displaystyle {\hat {\mathbf {N} }}=\mathbf {e} _{2}(t)={\frac {{\overline {\mathbf {e} }}_{2}(t)}{|{\overline {\mathbf {e} }}_{2}(t)|}},\quad {\overline {\mathbf {e} }}_{2}(t)=f''(t)-\langle f''(t),\mathbf {e} _{1}(t)\rangle \ \mathbf {e} _{1}(t)}
Esiste una relazione che lega il versore normale alla lunghezza d'arco:
{\displaystyle {\frac {\mathrm {d} {\hat {\mathbf {T} }}}{\mathrm {d} L}}={\frac {\mathrm {d} ^{2}f'}{\mathrm {d} L^{2}}}=k(t){\hat {\mathbf {N} }}}
I versori tangente e normale generano un piano, chiamato piano osculatore della curva al punto {\displaystyle t}.

#### Versore binormale
Il versore binormale {\displaystyle {\hat {\mathbf {B} }}} è il terzo vettore di Frenet {\displaystyle \mathbf {e} _{3}(t)}, che è ortogonale al piano osculatore, definito con il prodotto vettoriale semplicemente come:
{\displaystyle {\hat {\mathbf {B} }}=\mathbf {e} _{3}(t)=\mathbf {e} _{1}(t)\times \mathbf {e} _{2}(t)}

#### Curvatura e torsione
La prima curvatura generalizzata {\displaystyle \chi _{1}(t)} è chiamata semplicemente curvatura di {\displaystyle f} in {\displaystyle t}, ed è data da
{\displaystyle k(t)=\chi _{1}(t)={\frac {\langle \mathbf {e} _{1}'(t),\mathbf {e} _{2}(t)\rangle }{|f^{'}(t)|}}}
La seconda curvatura generalizzata {\displaystyle \chi _{2}(t)} è chiamata torsione e misura quanto la curva esce dal piano osculatore.
{\displaystyle \tau (t)=\chi _{2}(t)={\frac {\langle \mathbf {e} _{2}'(t),\mathbf {e} _{3}(t)\rangle }{|f'(t)|}}}
Il reciproco della curvatura nel punto {\displaystyle t} è il raggio di curvatura {\displaystyle \rho (t)=\left[k(t)\right]^{-1}}; inoltre una curva ha torsione nulla se e solo se è una curva piana.

## Formule di Frenet-Serret
Le formule di Frenet-Serret sono delle equazioni differenziali ordinarie del I ordine, la cui soluzione è il sistema di Frenet che descrive la curva. I coefficienti dell'equazione differenziale sono dati dalle curvature generalizzate {\displaystyle \chi _{i}}.

### 2 dimensioni
{\displaystyle {\begin{bmatrix}\mathbf {e} _{1}'(t)\\\mathbf {e} _{2}'(t)\\\end{bmatrix}}={\begin{bmatrix}0&k(t)\\-k(t)&0\\\end{bmatrix}}{\begin{bmatrix}\mathbf {e} _{1}(t)\\\mathbf {e} _{2}(t)\\\end{bmatrix}}}

### 3 dimensioni
{\displaystyle {\begin{bmatrix}\mathbf {e} _{1}'(t)\\\mathbf {e} _{2}'(t)\\\mathbf {e} _{3}'(t)\\\end{bmatrix}}={\begin{bmatrix}0&k(t)&0\\-k(t)&0&\tau (t)\\0&-\tau (t)&0\\\end{bmatrix}}{\begin{bmatrix}\mathbf {e} _{1}(t)\\\mathbf {e} _{2}(t)\\\mathbf {e} _{3}(t)\\\end{bmatrix}}}

### ndimensioni (formula generale)
{\displaystyle {\begin{bmatrix}\mathbf {e} _{1}'(t)\\\\\vdots \\\\\mathbf {e} _{n}'(t)\\\end{bmatrix}}={\begin{bmatrix}0&\chi _{1}(t)&\dots &0\\-\chi _{1}(t)&\ddots &\ddots &\vdots \\\vdots &\ddots &0&\chi _{n-1}(t)\\0&\dots &-\chi _{n-1}(t)&0\\\end{bmatrix}}{\begin{bmatrix}\mathbf {e} _{1}(t)\\\\\vdots \\\\\mathbf {e} _{n}(t)\\\end{bmatrix}}}

## Proprietà delle curvature
Le curvature determinano la curva. Formalmente, date {\displaystyle n} funzioni:
{\displaystyle \chi _{i}\colon [a,b]\to \mathbb {R} ^{n},\ i=1,\ldots ,n}
sufficientemente differenziabili, con:
{\displaystyle \chi _{i}(t)>0{\mbox{, }}1\leq i\leq n-1}
esiste un'unica curva {\displaystyle f} avente quelle curvature, a meno di traslazioni e altre isometrie dello spazio euclideo.

## Descrizione attraverso aree e angoli
In geometria differenziale delle curve, la velocità angolare e la velocità areolare sono la velocità con cui il raggio vettore di un punto che si muove lungo una curva spazza, rispettivamente, un angolo e una superficie. I due vettori risultano paralleli e hanno lo stesso verso del vettore binormale.